# صنعت هسته‌ای در کانادا

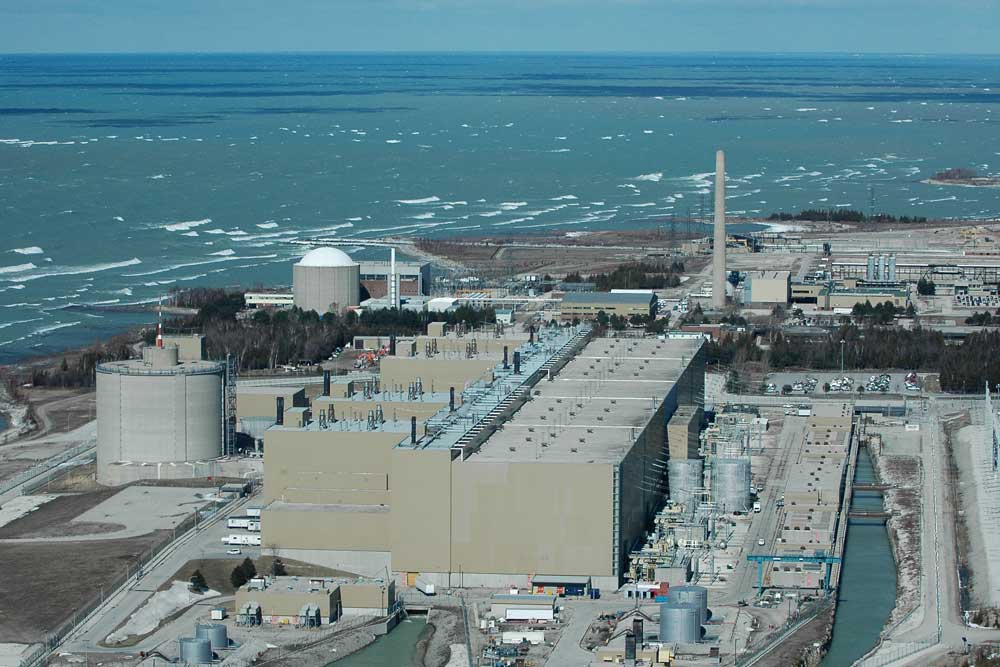
ایستگاه تولید هسته ای بروس در نزدیکی Kincardine، انتاریو

صنعت هسته ای در کانادا یک بخش تجاری و تحقیقاتی فعال است و حدود ۱۵ درصد از برق این کشور در نیروگاه‌های هسته ای با طراحی داخلی تولید می‌شود. کانادا بزرگترین صادرکننده اورانیوم در جهان است و دومین ذخایر اثبات شده بزرگ جهان را دارد. کانادا همچنین فناوری هسته ای را بر اساس شرایط پیمان منع گسترش سلاح‌های هسته ای، که آن را امضا کرده‌است، صادر می‌کند و بزرگترین تولیدکننده ایزوتوپ‌های پزشکی رادیواکتیو در جهان است.

## تولید برق
استان انتاریو بر صنعت برق هسته ای کانادا تسلط دارد و دارای بیشترین ظرفیت تولید انرژی هسته ای این کشور است. انتاریو ۱۶ راکتور فعال دارد که حدود ۵۰ درصد برق این استان را تأمین می‌کنند، به علاوه دو راکتور که در حال بازسازی هستند. نیوبرانزویک هم دارای یک راکتور است. به‌طور کلی، انرژی هسته ای حدود ۱۵ درصد از برق کانادا را تأمین می‌کند. در این صنعت حدود ۲۱۰۰۰ نفر به‌طور مستقیم و ۱۰٫۰۰۰ نفر به صورت غیر مستقیم مشغول به کار هستند.
با افزایش تقاضا (به ویژه در انتاریو) و تمایل به رعایت تعهدات کانادا در توافقنامه کیوتو، علاقه مجدد به انرژی هسته ای افزایش یافته‌است، اگرچه کانادا در دسامبر ۲۰۱۲ از پروتکل کیوتو خارج شد. (کانادا متعهد شده بود که انتشار گازهای گلخانه ای خود را تا سال ۲۰۱۲ به ۶ درصد کمتر از سطح ۱۹۹۰ برساند، اما در سال ۲۰۰۹ انتشار ۱۷ درصد بیشتر از سال ۱۹۹۰ بود. دولت هارپر توسعه ماسه‌های نفتی در آلبرتا را در اولویت قرار داد و بهبود محیط زیست را از اولویت خارج کرد) []. دولت انتاریو در سال ۲۰۰۴ طرح‌هایی را برای ساخت چندین راکتور هسته ای جدید در این استان پیشنهاد کرد. نامزد اصلی، راکتور پیشرفته CANDU AECL است. در حال حاضر ارزیابی‌های زیست‌محیطی برای یک سایت در مجاورت ایستگاه تولید هسته ای بروس پاور در تیورتون و دیگری در کنار نیروگاه هسته ای دارلینگتون متعلق به انتاریو پاور جنریشن در حال انجام است. بروس پاور برای مجوز تولید انرژی هسته ای در کاردینال لیک در استان آلبرتا درخواست داده‌است.

## تولید اورانیوم
کانادا بزرگترین تولیدکننده اورانیوم در جهان است و حدود یک سوم تولید جهان از معادن ساسکاچوان تأمین می‌شود. دو بازیگر اصلی در بخش استخراج اورانیوم وجود دارد.
کامیکو از معدن رودخانه مک آرتور بهره‌برداری می‌کند، که تولید آن در پایان سال ۱۹۹۹ آغاز شد. سنگ معدن آن در کی لیک آسیاب می‌شود که زمانی ۱۵ درصد از تولید اورانیوم جهان را تشکیل می‌داد اما اکنون دیگر ذخایرش به پایان رسیده. دیگر پایه اصلی سابق آن معدن دریاچه خرگوش است، که هنوز دارای ذخایری در معدن ایگل پوینت است، که استخراج آن در اواسط سال ۲۰۰۲ پس از سه سال وقفه از سر گرفته شد. برنامه جایگزینی ذخایر زیرزمینی باعث می‌شود سریعتر از زمان استخراج به ذخایر اضافه شود.
آریوا ریسورسز کانادا از معدن مک کلین لیک بهره‌برداری می‌کند که تولید آن در اواسط سال ۱۹۹۹ آغاز شد. معدن آن در Cluff Lake در حال حاضر بسته شده‌است و در حال از رده خارج شدن است.